# 黃建源
黃建源（英語：Huang "Breeze" Chien-Yuan，1997年9月20日—）是一名台灣《英雄聯盟》退役職業選手，遊戲ID為Breeze，曾就讀莊敬高職，目前為專職實況主 。曾是MAD Team的下路選手。台港澳地區玩家多數稱他為微風。以他約現實單挑1V1結果全副武裝帶安全帽+球棒+2個兄弟聞名，目前靠twitch開台陪玩過生活。

## 遊戲中名稱
以下為Breeze在英雄联盟遊戲中的ID，由於Breeze知名度較高， 他的ID一直被模仿。 以下是經本人確認的遊戲ID：

#### 台服
- YT搜尋Breeze微風
- YT搜Breeze微風2-12
- 最強陪玩微風XD1-69
- 我的寵物叫花輪
- lakngb

#### 韓服
- l3reeze
- Guanbebe

其他遊戲他主要使用Breeze，Breeze0920等類似ID， 意義是他的英雄聯盟ID及出生日期。

## 經歷

#### 2018
- 2018年 LMS春季季後賽季軍
- 2018年 LMS春季季後賽最有價值AD
- 2018年 LMS夏季季後賽賽亞軍
- 2018年 LMS-LCK-LPL Rift Rivals 季軍
- 2018年 英雄聯盟世界大賽16強[1] 0-6淘汰出局

#### 2019
- 2019年 LMS春季季後賽亞軍
- 2019年 LMS-VCS-LCK-LPL Rift Rivals 季軍

#### 2021
- 2021年 全國運動會英雄聯盟新北市代表隊

- 2021年 亞洲電子競技公開賽 藍尾烈鵲區冠軍

#### 2022
- 2022年 第五屆LSC 冬季季後賽 冠軍（黎明企鵝隊）
- 2022年 第五屆LSC 冬季季後賽 決賽最有價值選手
- 2022年 第五屆LSC 夏季季後賽 亞軍
- 2022年 亞洲電子競技公開賽 翡翠狂蛙 八強

## 退役後
微風在退役後轉為實況主，主要直播平台為Twitch，也設有YouTube頻道。
時常開啟直播與觀眾互動，也曾經和多位前英雄联盟職業選手/職業選手雙排，例如前MAD隊友，J Team打野空月（Kongyue）蕭任佐，前Hong Kong Attitude 選手花輪（Gear）林國華。

## 爭議
2019年8月21日，Breeze因在韓服與中國玩家相互辱罵，涉及規範中禁止仇恨歧視字眼，根據聯盟相關規定，處以3萬元的罰鍰並且無法出戰 8/23 的BO5賽事。在Breeze 被禁賽缺席期間，MAD Team 先後輸掉兩個五局三勝系列賽，當中包括夏季季後賽，以及區域資格賽，對隊伍出線世界賽相當重要。事後選手本人表示，因自己被禁賽導致隊伍最終沒出線到2019英雄聯盟世界大賽。

曾被世界冠軍ADC deft 笑稱職業選手但下路理解有問題

## 退役
由於健康因素，Breeze於2019年12月2日宣布從職業舞台上退役。 